# RTL 2 (Hrvatska)
RTL 2 je hrvatski specijalizirani televizijski kanal s nacionalnom pokrivenošću i sestrinski kanal RTL Televizije, koji je s emitiranjem počeo 2. siječnja 2011. u 18 sati.

## Program
| - Teorija velikog praska - Dva i pol muškarca - Moderna obitelj - CSI: Miami - Kontrola bijesa - Hawaii five-o - Dr. House - Inspektor Rex - Sherlock i Watson - Pravila igre - Odgoj za početnike - Cure bez love - Zaboravljeni slučaj - Raw - SmackDown Live |